# Gen Padova
Gen Padova est une actrice pornographique américaine, née le 2 août 1981 en Californie (États-Unis).

## Biographie
Elle a obtenu son diplôme à l'UCLA, avec un baccalauréat des arts (spécialité arts visuels) ainsi qu'un baccalauréat en biochimie.
Elle a tourné son premier film en 2000 et sa première scène gang bang dans Extreme Teen 26.
Elle avait perdu sa virginité seulement 3 mois plus tôt.
Sa première scène anale est aussi sa première scène de double pénétration. Les 200 films qu'elle a tournés lui ont valu la réputation d'être une artiste « extrême ». Elle confesse que ces scènes extrêmes lui ont permis d'être très populaire.
À ce jour et depuis 2006, Gen Padova n'apparaît pas dans d'autres films pour adultes, elle maintient tout de même son site Internet.

## Filmographie partielle
- 2010 : MILF Face
- 2009 : Creamy Faces 2
- 2009 : Just Over 18 6
- 2008 : Pussy Tales 3
- 2008 : Teen Tales
- 2007 : Kick Ass Chicks 37: Spinners
- 2007 : Orgy Sex Parties 3
- 2006 : College Teachers in Heat
- 2006 : Foot Job
- 2005 : The Violation of Hillary Scott
- 2005 : The Violation of Melissa Lauren
- 2004 : Older Women And Younger Women 5
- 2004 : Pussyman's Decadent Divas 25
- 2004 : Teen Hitchhikers 3
- 2003 : Girl Bang 1
- 2003 : Necro Files 2
- 2003 : Double Booked
- 2002 : Lady Ass Lickers 2
- 2001 : Deep Inside Dirty Debutantes 45

## Awards
- 2003 XRCO Award nominee – Unsung Siren
- 2004 XRCO Award nominee – Unsung Siren
- 2004 AVN Award nominee – Best All-Girl Sex Scene in a Video (Double Booked, avec Felix Vicious)[1]
- 2005 XRCO Award nominee – Unsung Siren[2]